# Süleyman Reis
Ivan Dirkie de Veenboer (* in Hoorn; † 10. Oktober 1620 in Cartagena) war ein niederländischer Korsar des 17. Jahrhunderts. Während des Achtzigjährigen Krieges verdingte er sich als Kaperfahrer, später wandte er sich der Piraterie zu, und wurde Offizier unter Simon de Danser. Nachdem er in Algerien zum Islam konvertierte, nannte er sich Süleyman Reis (auch Sulayman, Soliman oder Slemen Reis) und begann eine höchst erfolgreiche Karriere als osmanischer Kapitän und Barbaresk, der in seinen späten Jahren die algerische Korsarenflotte befehligte.